# سلفادور إسكوديرو
سلفادور إسكوديرو هو سياسي فلبيني، ولد في 18 ديسمبر 1942 في الفلبين، وتوفي في 13 أغسطس 2012 بسبب سرطان القولون. حزبياً، نشط في تحالف الشعب الوطني ‏. وقد انتخب عضو مجلس النواب في الفلبين.